# Carpos

Dácia romana entre 106-271. Os carpos estão representados ocupando a zona entre os rios Sirete e Prut na Moldávia (Romênia Oriental)

Carpos (em latim: carpi) ou carpianos (em latim: carpiani; em grego: Καρπιανοί; romaniz.: karpianoí) eram um antigo povo que residiu nas porções orientais da atual Romênia na região histórica da Moldávia não mais tardar que 140 até ao menos 318. A afiliação étnica dos carpos permanece disputada, pois não há evidências diretas sobreviventes nas fontes literárias antigas. Um grande número de estudiosos consideram-os como um tribo dácia. Outros, conectam-os com uma variedades de grupos étnicos, incluindo sármatas, trácios, germanos e celtas.
Cerca de um século depois da menção mais antiga a eles feita por Ptolemeu, durante um período no qual suas relações com o Império Romano pareceram amistosas, os carpos emergiram ca. 238 entre os mais persistentes inimigos dos romanos. No período entre 250-270, eles foram um importante componente da coalizão hostil de tribos bárbaras transdanúbias que incluía elementos germânicos e sármatas. Eles foram responsáveis por uma série de invasões grandes e devastadoras das regiões balcânicas do império que quase causaram sua desintegração na Crise do século III.
No período de 270-318, os imperadores romanos agiram para remover a ameaça dos carpos da fronteira imperial. Várias derrotas foram infligidas aos carpos em 279, 297, 298-308 e 317, após as quais vários deles foram forçosamente transferidos para a província romana da Panônia, na atual Hungria Ocidental, como parte da política imperial para repovoar as províncias danúbias devastadas pelas tribos bárbaras. Uma vez que os carpos não são mencionados em documentos pós-318, é possível que tivessem sido grandemente removidos da região dos Cárpatos por ca. 318 ou, se alguns permaneceram, é possível que misturaram-se com os demais povos residentes ou imigrantes da Moldávia, como os sármatas ou godos.

## Etimologia do nome
Os greco-romanos chamaram este povo de carpos ou carpianos. Provavelmente a menção mais antiga a eles, sob o nome carpianos, está na Geografia do geógrafo grego Ptolemeu, composta ca. 140. Seu nome pode derivar da mesma raiz do nome da cadeia dos Cárpatos que eles ocuparam, e que também foi mencionado pela primeira vez por Ptolemeu sob o nome Καρπάτης - Karpátes. A raiz poder ser o putativo da palavra protoindo-europeia *ker/sker, que significava "pico" ou "penhasco" (comparar o albanês karpë [pedra], o romeno (ş)carpă [precipício], e o latim scarpa).
Estudiosos que apoiam esta derivação estão divididos entre aqueles que acreditam que os carpos deram seus nome para a cordilheira (ou seja, o nome significa "montanha dos carpos") e aqueles que alegam o oposto. No último caso, carpianos poderiam significar simplesmente "pessoas dos Cárpatos". Mas a similaridade entre os nome pode ser coincidência, e eles podem derivar de raízes diferentes. Por exemplo, foi sugerido que o nome pode derivar de uma palavra de raiz eslava krepu significando "forte" ou "bravo".  Também, foi sugerido que os Cárpatos podem derivar da raiz sânscrita kar (cortar) que daria o significado de "montanhas acidentadas".
Alguns estudiosos consideram que os seguintes povos registrados em outras fontes antigas correspondem aos carpianos de Ptolemeu:
- Os calípidas (καλλιπιδαι) mencionados nas Histórias de Heródoto (compostas cerca de 430 a.C.) como residentes na região do rio Borístenes (Rio Dniepre);[10][11]
- Os cárpidas (καρπίδαι) do entorno da foz do rio Tiras (Dniestre) registrados em um fragmento de Pseudo-Escimno (composto ca. 90 a.C.);[10][12]
- Os hárpios (harpii), localizados próximo ao delta do Danúbio, mencionados pelo próprio Ptolemeu.[13][14]

Caso a correlação proceda, as localizações deles podiam implicar que os carpos gradualmente migraram para Oeste no período entre 400 a.C. - 140 d.C., um visão defendida por Kahrstedt. O elemento comum carp- presente nestes nomes aparece frequentemente na toponímia e na antroponímia dácia e trácia. Mas não há consenso que tais grupos são de fato os carpos. Bichir sugere que eles eram tribos traco-dácias distantemente relacionadas a eles.

## Território

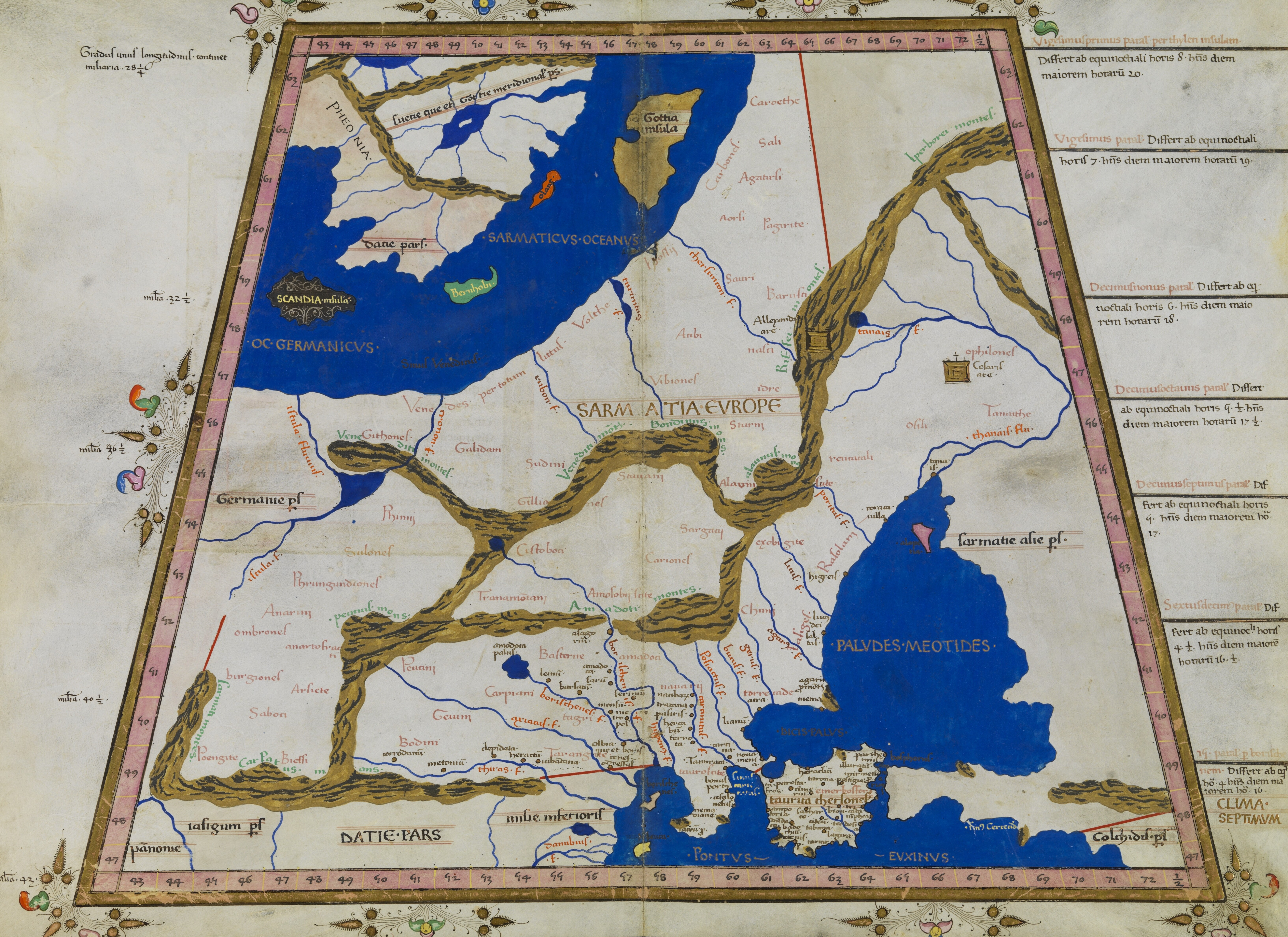
Carpianos em um mapa de 1467 baseado na Geografia de Ptolemeu

Segundo a Geografia de Ptolemeu, os carpos ocuparam a região entre o rio Hiéraso (Sirete) e o rio Porata (Prut), ou seja, o futuro Principado da Moldávia. Isso estava fora da Dácia definida pelo próprio Ptolemeu, cuja fronteia oriental era o Hiéraso.Predefinição:SfnPtolemeu A leste desse rio situava-se aquilo que o autor chamou Sarmácia Europeia, uma vasta região que estendeu-se tão longe quanto a Crimeia, predominantemente, mas não por meios exclusivos, povoada por tribos sármatas. Ptolemeu afirmou que os vizinhos dos carpos eram:
- A norte, no norte da Moldávia e sul da Galícia, os costóbocos;[20][21]
- A sul, na planície valáquia, os roxolanos sármatas;[22]
- A leste, entre os rios Prut e Dniestre, os bastarnas que migraram c. 200 a.C..[23]
- A oeste, entre o Sirete e a província romana, os dácios livres.[24]

Contudo, não é possível definir com segurança os territórios destes grupos devido a imprecisão das fontes geográficas antigas. Também, é provável que em muitas áreas, grupos étnicos se sobrepuseram e o mapa étnico foi uma miscelânea de subgrupos dispersos. Os sármatas e bastarnas são atestados, tanto na literatura como na arqueologia, na Valáquia, Moldávia e Bessarábia. É provável que, quando fontes greco-romanas mencionaram os conflitos com os costóbocos, carpos ou godos, elas estavam referindo-se a coalizões de grupos diferentes sob uma tribo hegemônica.

## Cultura material

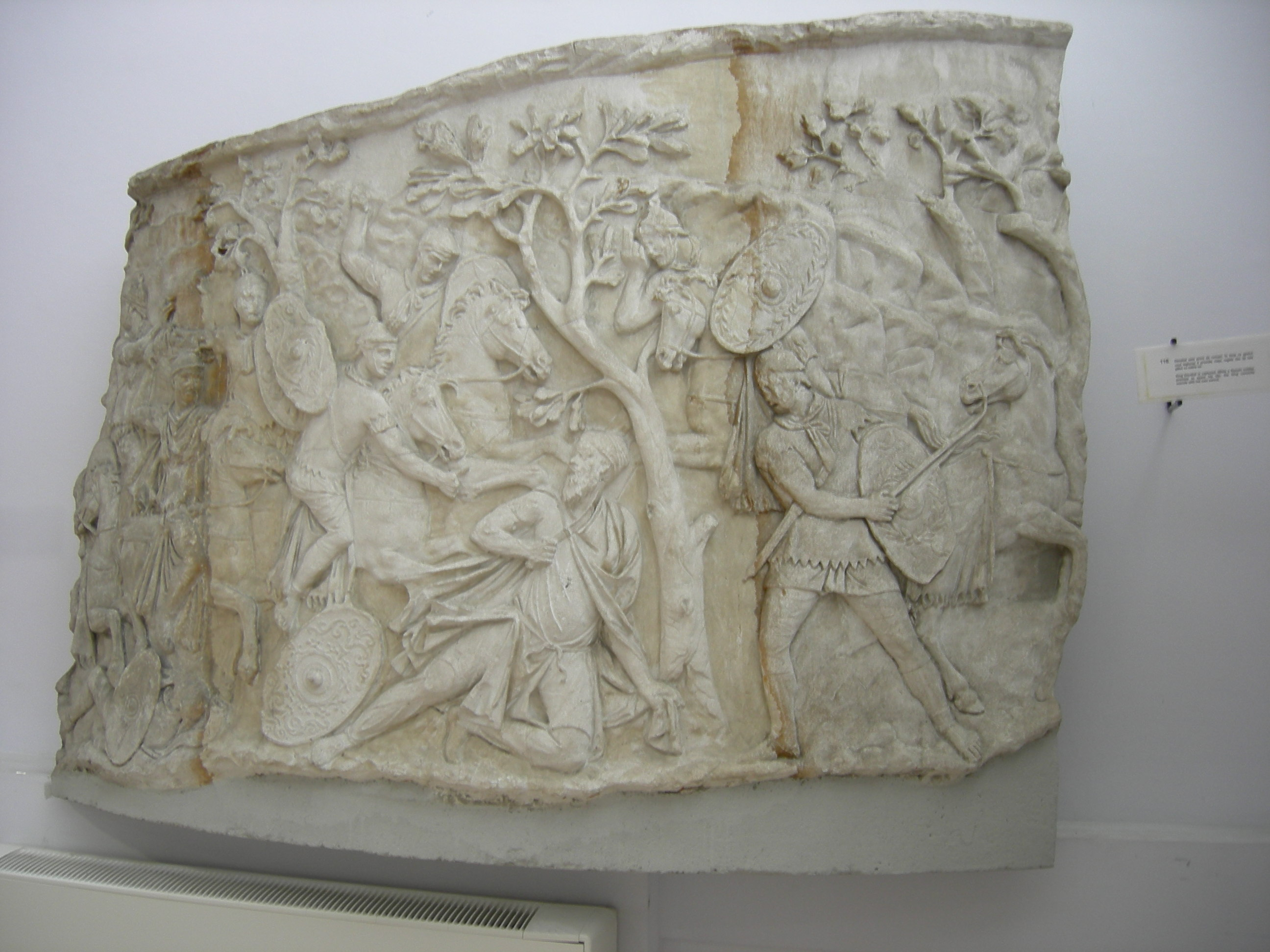
Trecho do friso da Coluna de Trajano no qual descreve-se o suicídio de Decébalo r.

Não há disputa entre os estudiosos que alguns assentamentos dácios na Moldávia (principalmente a leste do Sirete, com alguns na margem oriental, incluindo Piroboridava, em Poiana) do reinado de Decébalo (r. 87–106) foram abandonados por 106, muito provavelmente, segundo Bichir, como resultado da conquista romana da Dácia. Desse ponto, Bichir identifica duas culturas diferentes na Moldávia, coexistindo lado a lado. A primeira, sedentária, foi rotulada "daco-cárpica" e começou cerca de 106 e desapareceu cerca de 318, quando foi substituída pela "variante" Sîntana-de-Mureş da Cultura de Cherniacove, comum em grande parte da região pôntica norte do sul da Europa Oriental, no período de 200-400. A segunda cultura, menor e geralmente associada com os povos nômades das estepes eurasianas, foi rotulada "sármata".
Por 1976, 117 assentamentos sedentários foram identificados, a grande maioria (89) localizados a oeste do Sirete. Seus habitantes viverem em cabanas superficiais ou afundadas no chão. As habitações superficiais eram feitas com pau a pique e terra batida, geralmente de formato retangular ou quadrado, variando de 9 m2 para 30 m2, e continham apenas uma sala com uma lareira de argila localizada no centro. As habitações afundadas, mais numerosas, eram geralmente ovais ou circulares. Estes povos sedentários geralmente cremavam os mortos, e segundo Bichir todos os 43 cemitérios puramente daco-carpos usaram apenas cremações. As cinzas das cremações eram, na grande maioria dos casos, enterradas dentro de urnas. Alguns túmulos continham bens mortuários, mas nenhuma arma além de uma adaga. Bens mundanos incluíam facas, chaves e cinto de fivela; bens valiosos incluíam espelhos em estilo sármata, brincos de prata, pingentes de ouro e pérolas.

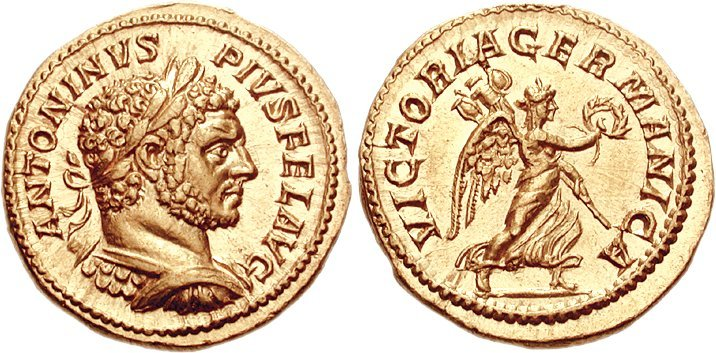
Áureo do imperador Caracala r.

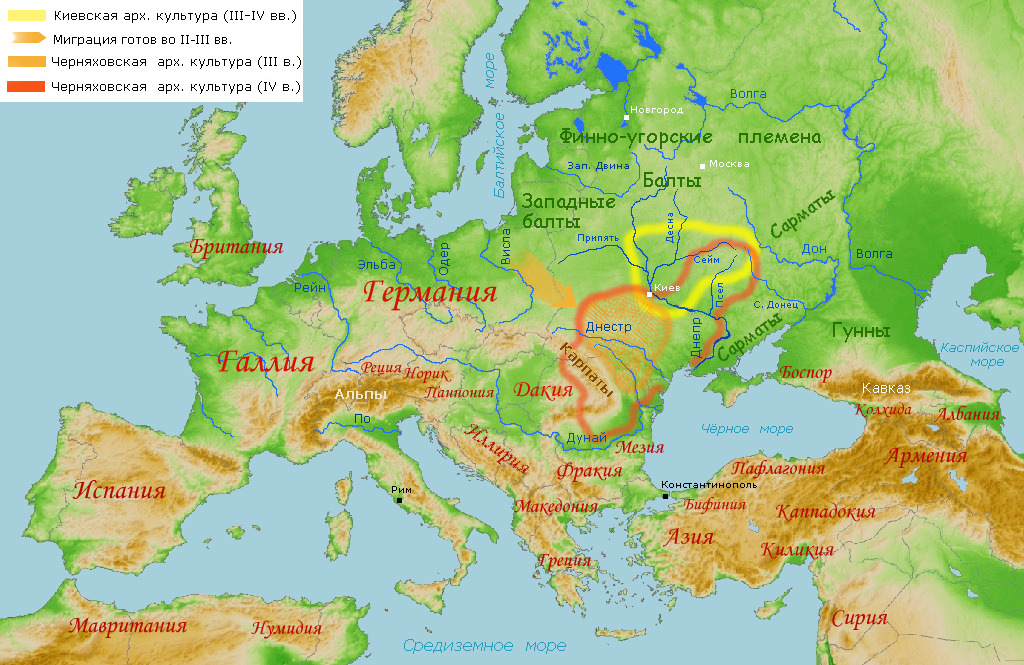
Culturas arqueológicas góticas do norte do Mar Negro entre os séculos II-IV. A Cultura de Cherniacove está representada em laranja escuro

Os túmulos nômades, por outro lado, são predominantemente inumações, encontrados, em 1976, em 38 locais da Moldávia. Eles foram predominantemente encontrados nas planícies e raramente no sopé dos Cárpatos, individualmente ou em pequenos grupos de 2 a 13 túmulos. A grande maioria dessas sepulturas são planas, em contraste aos túmulos monticulares dos nômades que habitaram a região do Dniestre mais a leste, embora existam algumas sepulturas monticulares secundárias (ou seja, que usaram montículos preexistentes), principalmente datando de 200 em diante. Os túmulos nômades sempre contêm bens tumulares, frequentemente incluindo armas e espelhos gravados com tangas (símbolos rituais ou tribais).
Seis cemitérios na lista de Bichir contêm tanto cremações como inumações. No sítio de Poieneşti, o único completamente investigado em 1976, 6 adultos e 17 crianças foram enterradas, em contraste as 62 cremações encontradas. Desdes, 2 adultos e 7 crianças com seus crânios artificialmente alongados. Este costume, conseguido pelo amarrar firme do crânio duma criança durante seu estágio inicial de crescimento, é associado com os nômades das estepes. Para Bichir os adultos seriam nômades e as crianças a prole de casamentos entre sedentários e nômades. Com base na razão de túmulos sedentários para nômades, conclui-se que os sedentários constituíram a maioria da população da Moldávia. Nos cemitérios mistos documentados, sepulturas nômades constituem cerca de 28% do total.
A cerâmica encontrada nos sítios sedentários inclui o tipo poroso feito à mão, cerâmica cinza feita na roda, cerâmica vermelha queimada e cerâmica romana importada. Bichir descreve as primeiras duas como uma continuidade dácia da cerâmica de La Tène, e aponta a presença da chamada "taça dácia", uma taça de desenho distinto, uma evidência de uma base dácia para esta cultura. Contudo, ele admite que a cerâmica também mostra influência romana e sármata. Não havia uma cunhagem autóctone e as moedas romanas circularam "intensamente" no território carpo. Essa é a base de vários tesouros encontrados na Moldávia (90), bem como cerca de 100 moedas isoladas. Contudo, a circulação de moedas romanas parece ter virtualmente cessado depois de 218, uma vez que não há tesouros e apenas 7 moedas isoladas foram encontrada para o período após o reinado de Caracala (r. 211–218).

## Afiliação etno-linguística
Segundo a historiografia romena tradicional, bem como vários estudiosos não-romenos, os carpos eram um povo de língua e cultura dácia. Peter Heather, que apoia esta visão, sugere que o nome carpos foi adotado como um nome coletivo das tribos dos dácios livres quando adquiriram um grau de unificação política no começo do século III. Apesar disso, um significativo número de estudiosos disputa que os carpos eram etnicamente dácios, mas identificaram-se variadamente como sármatas, daco-trácios, celtas ou mesmo protoeslavos. Isso se deve ao fato de que a região entre os rios Sirete e Dniestre tinham grande diversidade étnica durante o período imperial. Em complemento às tribos cito-sármatas (roxolanos, agatirsos, bastarnas), havia celtas (tauriscos, anartes), trácios (biessos) e dácios (tiragetas). Igualmente, alguns estudiosos modernos conjecturam a existência de grupos étnicos formados in loco por origens mistas (mas principalmente com uma base indígena daco/sármata, por exemplo, os godos).
São várias as evidências para apoiar uma identidade dácia:
- Arqueologia: cerâmicos e outros artefatos, identificados como "estilo-dácio" por arqueólogos como Bichir, foram descobertos em sítios na região da Moldávia presumivelmente habitada pelos carpos de 100 para 300, bem como em sítios fúnebres.[49] Em particular, Bichir aponta para uma taça de formato incomum e para panelas de decoração "cordada", como caracteristicamente dácias.[50] Contudo, a determinação da afiliação etno-linguística dos carpos usando a tipologia, ou por quantidade relativa de achados, foi questionada por Niculescu. Batty concorda que a presença de artefatos de "estilo dácio" atestam ao nível material dos indígenas, mas não prova sua identidade.[51] Estas objeções refletem a teoria arqueológica moderna, que considera que culturas materiais não são um guia confiável para identidade étnica, e mesmo menos que a linguagem, do povo em questão (que pode, de qualquer forma, mudado ao longo do tempo).[52][a]
- Zósimo, um cronista bizantina que escreveu em torno de 500, registra uma invasão das províncias danúbias do Império Romano em 381 por uma coalizão bárbara de hunos, esciros e carpódacas ("carpo-dácios").[53] O último termo foi tomado por alguns estudiosos como "prova" da etnicidade dácia dos carpos.[49] Porém, essa é a única evidência literária que conecta os carpos aos dácios, e Zósimo é considerado por inúmeros estudiosos modernos como um cronista não confiável: segundo E. A. Thompson, "Zósimo têm uma inultrapassável reivindicação de ser considerado como o pior de todos os historiadores gregos existentes do Império Romano [...] seria tedioso catalogar todas os exemplos onde esse historiador falsamente transcreveu nomes, sem mencionar sua confusão de eventos...".[54][55] De todo modo, o termo é ambíguo. Foi interpretado como os "carpos e os dácios" ou "os carpos misturados aos dácios". Segundo o eminente estudioso clássico Kahrstedt, o termo não refere-se aos carpos em si, mas os dácios livres, que ocuparam o território carpo, após os últimos serem deportados pelos romanos. Ele argumenta que, em grego antigo, a primeira parte do termo podia apenas ter um sentido geográfico: ou seja, carpódacas significa "os dácios da terra dos carpos". Na mesma linha, tem sido interpretado como "os dácios dos Cárpatos".[15] É possível que todos os carpos foram transferidos pelo imperador romano por 318, que é suportado pela literacia[56] e evidência arqueológica: Bichir nota a cultura que ele chama "daco-carpos" terminou cerca de 318.[49]
- A inscrição AE (1965) 223 está gravada sobre a lápide de Públio Élio Proculino, um centurião da VII Coorte Pretória (Filipiana), "perdida (ou seja, morta) na guerra dácia no Castelo dos Carpos [Castellum Carporum]". Segundo Bichir e outros, isso refere-se a guerra contra os carpos conduzida pelo imperador Filipe, o Árabe em 246/247, e Forte dos Carpos é uma fortaleza mencionada por Zósimo,[57] onde a batalha final da campanha ocorreu. Por implicação, ele argumenta, isso apoia a visão que os carpos eram dácios. Mas outros estudiosos identificam o Forte dos carpos como um forte romano auxiliar do Danúbio Inferior, evidenciada pelo vico dos carpos, um forte-satélite em oposição a Cársio (Hârșova, Romênia), mencionado por Amiano Marcelino.[18] Cuff argumenta que Proculino estava, na verdade, no comando deste forte quando foi morto.[58]

Um possível argumento contra a etnicidade dácia é que os imperadores romanos não usaram o título vitorioso imperial (cognomen ex virtute) Dácico Máximo (lit. "o maior dácio") para vitórias sobre os carpos, mas em vez disso adotaram o título separado de Cárpico Máximo. Esse último foi introduzido por Filipe, o Árabe (r. 244–249) em 247, o primeiro imperador romano a derrotá-los em pessoa. Tais títulos eram geralmente etnográficos, não geográficos (ou seja, Dácico significa "vitorioso sobre os dácios", não "vitorioso na Dácia").
| Imperador                      | Dácico (Máximo) (data) | Cárpico (Máximo) (data) | Espécime inscrição*         |
| ------------------------------ | ---------------------- | ----------------------- | --------------------------- |
| Trajano                        | 106                    |                         | Cagnat 1927, p. 151         |
| Adriano                        | 118                    |                         | CIL II.464                  |
| Antonino Pio                   | 157                    |                         | CIL VIII.20424              |
| Maximino Trácio                | 236                    |                         | Cagnat 1905, p. 179         |
| Filipe, o Árabe                |                        | 247                     | Sear 2581                   |
| Décio                          | 249-51                 |                         | CIL II.6345                 |
| Galiano                        | 256/7                  |                         | CIL II.2200                 |
| Aureliano                      | 275                    | 272                     | CIL XIII.8973               |
| Diocleciano, Galério & colegas |                        | 296-305 (5 vezes)       | [ 64 ]                      |
| Galério                        |                        | 305-11 (sexta vez)      | CIL III.6979                |
| Constantino, o Grande          | 336                    | 317                     | CIL VI.40776; CIL VIII.8412 |

## Conflito com Roma
Embora os carpos são registrados como residentes na região dácia desde ao menos 140 em diante, eles não mencionados nos registros romanos de várias campanhas na Dácia no século II. Por exemplo, no vasto e prolongado conflito romano com as tribos transdanúbias, conhecido como Guerras Marcomanas (166–180), durante o qual a província da Dácia sofreu ao menos duas grandes invasões (167, 170), apenas seus vizinhos contóbocos são mencionados especificamente. O silêncio do papel dos carpos nestes conflitos ponde indicar que eram aliados romanos neste período.
Em torno de 200, uma fase de grandes movimentos populacionais começou na Europa Bárbara (a região fora das fronteiras do império). A causa desse deslocamento é desconhecido, mas um importante fator pode ter sido a Praga Antonina (165–180), um devastadora pandemia de varíola, que pode ter matado 15-30% dos habitantes do Império Romano. O impacto nas regiões bárbaras teria resultado no enfraquecimento das tribos e no esvaziamento de regiões, induzindo tribos mais fortes a se expandirem. Um exemplo bem-conhecido é os godos. Eles foram provavelmente registrados pelo historiador romano Tácito, sob o nome gutões, como habitando a área a leste do rio Vístula, no centro da atual Polônia, ca. 100. Por 250, eles moveram-se para sul da Ucrânia Ocidental e estiveram frequentemente envolvidos em raides ao império em união a outras tribos.
Foi neste contexto de sublevação que, em meados do século III, os carpos emergiram como um grande ameaça bárbara para as províncias do Danúbio Inferior. Eles foram descritos por Jordanes como "uma raça de homens muito ansiosos para fazer guerra, e frequentemente hostis aos romanos". Uma série de incursões dos carpos no império são registradas, sejam sozinhos ou em aliança com seus vizinhos sármatas ou germânicos (incluindo roxolanos, bastarnas e godos). Contudo, seu papel nas coalizões é um tanto obscuro, pois em muitas fontes eles são genericamente descritos com os demais como citas, uma referência a região histórica da Cítia.
O envolvimento dos carpos nos ataques dos dácios livres na Dácia romana é algo incerto. Apoiantes da etnicidade dácia tendem a assumir que participaram em campanhas onde os imperadores romanos reivindicaram o título Dácico Máximo, em adição a aqueles resultando na aclamação de Cárpico Máximo. Mas todas as incursões nas quais os carpos são especificadamente registrados nas fontes antigas foram na Mésia Inferior, e não Dácia.

### Ataques carpos à fronteira danúbia(238–50)

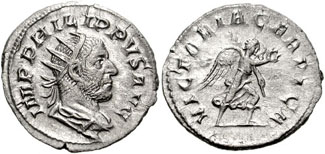
Antoniniano de prata emitido pelo imperador romano r. para comemorar sua vitória sobre os carpos em 247. Anverso: cabeça de Filipe vestindo um diadema com a legenda: IMP(erator) PHILIPPVS AVG(ustus) (imperador Filipe Augusto); Reverso: Figura da deusa alada Vitória portando palma e grinalda do louro, com a legenda: VICTORIA CARPICA (Vitória Cárpica).

238: Os carpos lançam sua primeira incursão registrada no território bizantino ao sul do Danúbio, durante o breve reinado conjunto do adolescente Gordiano III e os senadores Balbino e Pupieno. Ela foi aparentemente provocada pela recusa do governador da Mésia Inferior, Túlio Menófilo, em garantir a demanda de subsídio anual dos carpos para manter a paz, como já havia sido pago aos godos e outras tribos do Danúbio Inferior. Isso dá suporte para a possibilidade de que, até este tempo, os carpos mantiveram-se aliados dos romanos, mas foram afligidos por sua lealdade. Contudo, o governador conseguiu expulsá-los em 239.
245-247: Durante o reinado do imperador Filipe, o Árabe (r. 244–249), os carpos cruzaram o Danúbio e devastaram a Mésia Inferior. Depois dos governadores falharem em repelir a invasão o imperador tomou comando pessoal das tropas e lançou um grande contra-ataque. Após um luta prolongada, os carpos foram empurrados para além do Danúbio e perseguidos pelos romanos em sua terra natal. O principal corpo dos carpos tomou refúgio em uma grande fortaleza (talvez um castro), onde foi cercado e sitiado pelas forças de Filipe. As forças carpas remanescentes, que tinham fugido, reagruparam e lançaram uma tentativa de aliviar o cerco. Os sitiados prenderam a atenção dos romanos para que não percebessem a aproximação da força de alívio, porém os últimos foram interceptados e perseguidos pelos cavalaria maura (equites maurorum; a cavalaria maura leve da África do Norte). Com essa nova vitória, Filipe conseguiu forçá-los a pedir a paz, conseguindo encerrar sua campanha antes do milésimo aniversário da fundação de Roma (abril de 248). Filipe foi aclamado Cárpico Máximo.

### Invasões sármato-góticas ao Império Romano(249–270)

Mapa mostrando o possível papel dos carpos na invasão de 250-251 sob o rei gótico Cniva, que culminou na derrota e morte do imperador romano Décio r. na batalha de Abrito (251). A reconstrução é apenas uma tentativa, pois os registros dos cronistas antigos são fragmentários e confusos.

249-253: Os carpos participaram invasões massivas ao Império Romano sob a liderança dos reis góticos Ostrogoda e Cniva. Essas invasões tinham aparentemente sido provocadas pelo cessar do subsídio romano anual aos godos pelo imperador Filipe. Segundo Jordanes, Ostrogoda liderou em 249 300 000 homens através da fronteira romana, estando entre eles um contingente carpo de 3 000 homens. Ele liderou ataques na Mésia e Trácia e tentou sem-sucesso tomar Marcianópolis, na Trácia. Ostrogoda exigiu resgate pela cidade e retornou para seu país com o butim.
Em 250, os carpos invadiram a Dácia, o leste da Mésia Superior e oeste da Mésia Inferior. Ao mesmo tempo, o rei gótico Cniva,  em sucessão a Ostrogoda, lançou uma grande invasão em solo romano. Ele dividiu seus contingentes em dois grupos, o primeiro sendo enviado para a Mésia, e o segundo, formado por 70 000 homens, liderado por ele contra Euscia (Nova). Para enfrentar a invasão estavam o imperador Décio (r. 249–251) e o general Treboniano Galo. Nesse conflito, Cniva derrotou o imperador numa batalha próximo a Beroia (atual Stara Zagora), saqueou Filipópolis (atual Plovdiv, na Bulgária), e novamente derrotou e então matou Décio e seu filho e coimperador Herênio Etrusco na batalha de Abrito (251).
Em 253, os carpos juntaram-se aos godos de Cniva e as tribos sármatas dos urugundos e boranos em uma nova invasão ao território romano, devastando a Mésia e Trácia. As forças romanas do Danúbio Inferior foram incapazes de evitar que saqueassem a vontade, provavelmente devido a suas perdas em Abrito e pelo impacto da Praga de Cipriano, que alastrou-se pelo Império Romano desde 251. Nesse caos, o general Emiliano organizou as tropas danúbias remanescentes e lançou um ataque surpresa contra os invasores, conseguindo uma vitória completa. Ele perseguiu os bárbaros além do rio, recuperando vastas quantidades de butim e liberando milhares de cidadãos romanos capturados. Possivelmente entre os libertos estava Cneu Valério Serapião, que dedicou um altar não datável encontrado em Ápulo (Alba Júlia) na Dácia romana, agradecendo seu resgate dos carpos (liberatus a Carpis).

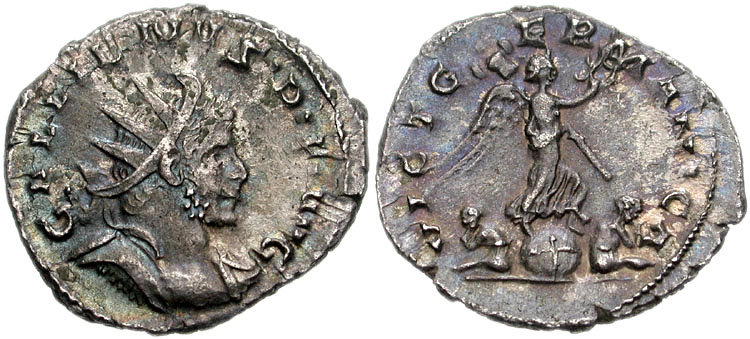
Antoniniano de Galiano r.

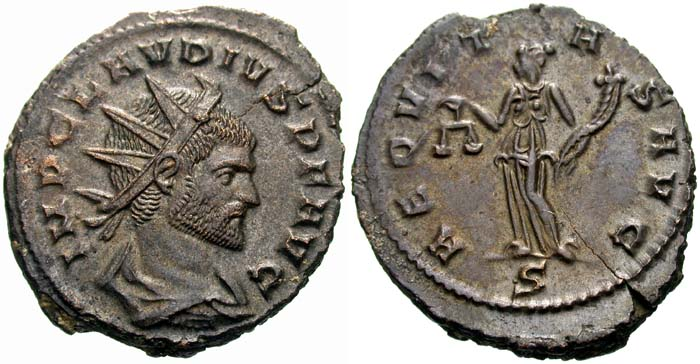
Antoniniano de r.

256-257: Os carpos, com os mesmos aliados de 253, incendiaram a Mésia, invadiram a Trácia e sitiaram sem-sucesso Salonica na Macedônia. A Grécia inteira foi posta em estado de alerta: os atenienses reconstruída seus muros pela primeira vez desde a demolição pelo general republicano Sula em 87 a.C. e os peloponésios refortificaram o Istmo de Corinto. O imperador Valeriano (r. 253–260), de modo a conter os invasores, nomeou seu filho e sucessor Galiano (r. 253–268) como coimperador, e ele assumiu o comando pessoal da campanha contra eles, inclusive nomeando alguns oficiais subordinados para manterem guarda na Itália, Ilíria e Grécia para caso algum dos bárbaros atravessassem para estas regiões.
259-260: Segundo Zósimo, nessa época os citas, "incluindo todos os povos do país deles", lançaram uma invasão massiva sobre o Danúbio, tomando vantagem do caos político e militar do império. Parece que os bárbaros dividiram-se em dois exércitos. O primeiro dirigiu-se para a Grécia e conseguiu atacar e saquear Atenas, apesar de seus muros novos. O segundo cruzou a Ilíria em direção a Itália e alcançou os muros de Roma, forçando o senado romano a armas civis para defender a capital, uma vez que Galiano estava totalmente ocupado lidando com a usurpação do general Póstumo (r. 260–269). Reconhecendo que não havia possibilidade de tomar e saquear Roma, os invasores partiram para saquear a Itália inteira. Eles foram finalmente expulsos por Macriano Maior (r. 260–261), um dos tenentes de Galiano e mais tarde usurpador, que trouxe o exército estacionado no Reno para a península.
Mais invasões citas ocorreram em 265-266 e possivelmente a maior de todas, em 267-268, que foi uma invasão marítima que penetrou o mar Egeu, aportou na Macedônia e conseguiu pilhar a Trácia. Contudo, foi posteriormente parada pelo imperador Cláudio II, o Gótico (r. 268–270), que destruiu os bárbaros na batalha de Naísso (268). Diferente das invasões anteriores, os carpos não são especificadamente mencionados por Zósimo e outros cronistas e seu papel é, assim, incerto.

### Derrota e reassentamento no império(271–318)

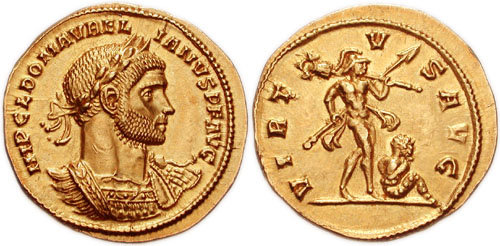
Áureo de Aureliano r.

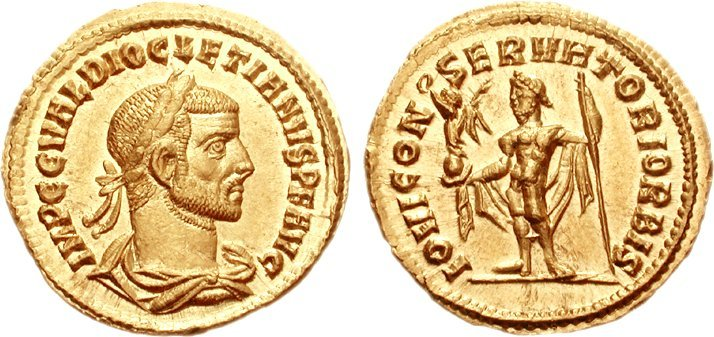
Áureo de Diocleciano r.

O final do século III viu a recuperação militar do império sob o governo de ferro dos chamados "imperadores ilíricos", um grupo coeso de soldados de carreira que compartilhavam origens nas províncias e regimentos danúbios. Seus sucessores, frequentemente seus descendentes, dominaram o império por mais de um século (268–379). Eles não somente quebraram as tribos transdanúbias no campo de batalha, mas também perseguiram uma política em larga escala de reassentamento destas populações derrotadas nas províncias danúbias. Isso foi motivado pelo necessidade de repovoar essas regiões, que tinha sido devastadas pela praga e repetidas invasões bárbaras durante o período 250-270.[b]
272: O imperador Aureliano (r. 270–275) conseguiu uma grande vitória sobre os carpos, recebendo do senado o título Cárpico Máximo. Ele então reassentou grande número de prisioneiros carpos em torno de Sopianas (atual Pécs, na Hungria), na província da Panônia.
296-305: Em 296, o imperador Diocleciano (r. 284–305) partiu para enfrentar os carpos, o primeiro grande conflito dos romanos com este povo desde a derrota deles 23 anos antes sob Aureliano. A guerra terminou em 297, com uma esmagadora vitória romana. Um panegírico de 197 chama "os recentes desastres [sofridos pelos] carpos" (proxima illa ruina Carporum). Diocleciano reivindicou o título Cárpico Máximo pela primeira vez na ocasião. Em 298, ele entregou o comando do Danúbio Inferior para seu césar (vice imperial), Galério (r. 293–311). Em uma série de intensivas campanhas, Galério infligiu mais quatro derrotas aos carpos em apenas dois anos (302–303). Estas vitórias são atestadas por 4 títulos "Cárpico Máximo" reivindicados por Diocleciano e seus três colegas imperiais (os tetrarcas).

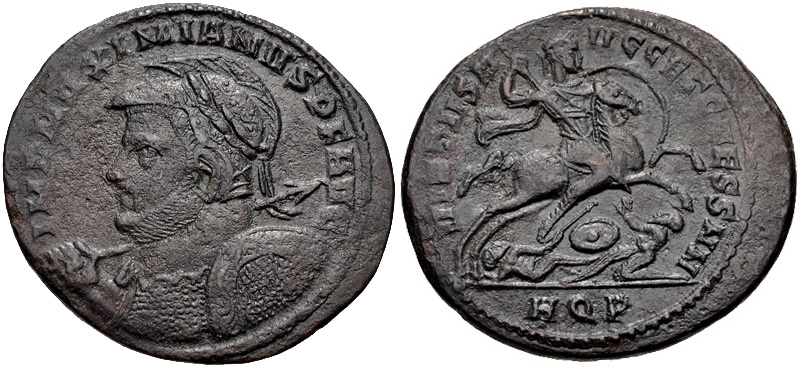
Fólis de Galério r.

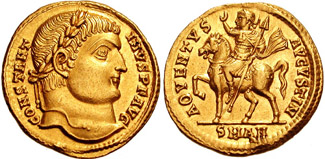
Soldo de r.

305-311: Após ascender como Augusto (imperador) em 305, Galério é registrado como reivindicando o título Cárpico Máximo uma sexta vez, em algum momento durante seu reinado.
318: o imperador Constantino, o Grande (r. 306–337) é registrado como mantendo o título de Cárpico Máximo em uma inscrição daquele ano. Isso pode provavelmente representar uma vitória sobre os carpos em 316-317, quando Constantino é documentado como residindo nos Bálcãs pela primeira vez desde sua nomeação como césar em 306.
Cada uma destas aclamações provavelmente implicou a escravização de ao menos 5 000 carpos (como tradicional requerido para a garantia de um triunfo em Roma). Para os carpos, estas derrotas foram acompanhadas por deportações massivas e reassentamento dentro das fronteiras imperiais. Segundo Amiano Marcelino, o regime de Diocleciano continuou a assentar carpos na Panônia e, aparentemente, na Cítia Menor (ou seja, na região costeira da atual Romênia). Eutrópio relata que "números enormes" foram transferidos. Heather interpreta estes relatos como implicando centenas de milhares de deportados. Segundo Sexto Aurélio Vítor, escrevendo em 361, todos os carpos remanescentes foram transferidos para o império.

## Os carpos após 318
Há várias indicações de que os carpos podem ter sido amplamente eliminados do norte do Danúbio cerca de 318:
- A evidência de Aurélio Vitor que todos os carpos foram deportados para o império;[56]
- As contínuas perdas em repetidas guerras contra os romanos e as subsequentes deportações massivas;
- O desaparecimento ca. 318 da Cultura daco-trácia da Moldávia, segundo Bichir;[30]
- A ausência de qualquer menção aos carpos transdanúbios na história contemporânea de Amiano Marcelino, cujos livros sobreviventes fornecerem um detalhado registro do período 353-378;[100] Amiano menciona duas vezes os carpos, mas apenas aqueles assentados no império.[103]

Muitos historiadores disputam que os carpos foram eliminados dos Cárpatos e argumentam que muitos deles permaneceram ali. Mesmo se alguns carpos permaneceram ao norte do Danúbio, é certo que perderam sua independência política, segundo Heather. Após a morte de Constantino, a planície valáquia e a Moldávia caíram sob domínio do ramo tervíngio dos godos, como evidenciado pela existência dum Reino Gótico em meados do século IV. A Transilvânia parece ter sido dominada no século IV por outro grupo, provavelmente germânico, os taifalos. Contudo, os taifalos parecem também ter estado sob suserania gótica.